# Бжозув (Любуське воєводство)
Бжозув (пол. Brzozów, нім. Birkenberge) — село в Польщі, у гміні Ґубін Кросненського повіту Любуського воєводства.
Населення — 75 осіб (2011).
У 1975-1998 роках село належало до Зеленогурського воєводства.

## Демографія
Демографічна структура станом на 31 березня 2011 року:
|          | Загалом | Допрацездатний вік | Працездатний вік | Постпрацездатний вік |
| -------- | ------- | ------------------ | ---------------- | -------------------- |
| Чоловіки | 37      | 9                  | 26               | 2                    |
| Жінки    | 38      | 13                 | 15               | 10                   |
| Разом    | 75      | 22                 | 41               | 12                   |